# كاستلو دي أنوني
كاستلو دي أنوني (بالإيطالية: Castello di Annone)‏ هي بلدة وبلدية في مقاطعة أستي في إقليم بييمونتي في جنوب إيطاليا.

## السكان
في سنة 1861 بلغ عدد السكان 2٬755 نسمة، وتطور العدد ليصل في سنة 2011 لـ 1٬928 نسمة.
يظهر هذا المخطط البياني تطور النمو السكاني لـ كاستلو دي أنوني